# Tierras del Burgo
Tierras del Burgo est une comarque espagnole de la province de Soria en Castille-et-León.
Son centre régional est El Burgo de Osma.

## Municipalités
| - Alcubilla de Avellaneda - Blacos - Burgo de Osma - Calatañazor - Caracena - Carrascosa de Abajo - Castillejo de Robledo - Espeja de San Marcelino - Espejón - Fresno de Caracena - Fuentearmegil - Fuentecambrón | - Langa de Duero - Liceras - Miño de San Esteban - Montejo de Tiermes - Nafría de Ucero - Recuerda - Retortillo de Soria - San Esteban de Gormaz - Santa María de las Hoyas - Ucero - Valdemaluque - Villanueva de Gormaz |

Les plus grandes villes sont El Burgo de Osma et San Esteban de Gormaz.